# 편귤
편귤(扁橘)은 운향과의 과일 나무(상록 소교목)이다. 감귤나무(Citrus reticulata) 재배종으로, 다른 재배 감귤과 마찬가지로 포멜로(C. maxima) DNA를 일부 포함한다. 제주도 재래 감귤의 하나이며, 빈귤, 병귤, 동정귤 등 다른 제주감귤과 유전적 근연관계가 있다. 식물학적 종이 아닌 원예종이며, 때로 Citrus tangerina hort. ex Tanaka 등의 학명으로 불린다.

## 같이 보기
- 제주감귤